# كاو كريتر
كاو كريترهي فوهة بركانية منقرضة تقع على جزيرة أواهو في الولايات المتحدة ولاية وادي بالاي.